# Far Mathias' Døtre
Far Mathias' Døtre er en tysk stumfilm fra 1920 af Ernst Lubitsch.

## Medvirkende
- Jakob Tiedtke som Mathias Kohlhiesel
- Henny Porten som Liesel
- Emil Jannings som Peter Xaver
- Gustav von Wangenheim som Paul Seppl
- Willy Prager